# Jerzy Morstin
Jerzy Morstin (ur. 26 marca 1938 w Krakowie, zm. 25 grudnia 2021) – polski zootechnik, prof. dr hab.

## Życiorys
Studiował na Wydziale Zootechnicznym Wyższej Szkole Rolniczej w Krakowie, w 1969 obronił pracę doktorską, następnie uzyskał stopień doktora habilitowanego. 18 lutego 1992 nadano mu tytuł profesora w zakresie nauk rolniczych. 
Został zatrudniony w Katedrze Szczegółowej Hodowli Zwierząt na Wydziale Nauk o Zwierzętach Szkole Głównej Gospodarstwa Wiejskiego w Warszawie, oraz był członkiem Komitetu Biologii Rozrodu Polskiej Akademii Nauk. 
Zmarł 25 grudnia 2021.